# Boesenbergia bruneiana
Boesenbergia bruneiana là một loài thực vật có hoa trong họ Gừng. Loài này được Cowley mô tả khoa học đầu tiên năm 1998.